# Емил Хорозов
Емил Хорозов е български математик, член-кореспондент на Българската академия на науките (2004).

## Биография
Работи в сферата на диференциалните уравнения. Преподавател във Факултета по математика и информатика на Софийския университет и гост-преподавател в редица чуждестранни университети. През 1972 завършва математика в Софийския университет, през 1978 става доктор, а от 1990 е доктор на математическите науки. През 2004 става член-кореспондент на БАН.
Основните му научни интереси са в сферата на теорията на бифуркациите, Хамилтоновите системи и интегруемите системи.

## Фонд „Научни изследвания“
Хорозов става директор на фонд „Научни изследвания“ през януари 2010. Отправя множество критики към състоянието, в което е заварил фонда. В началото на 2011 оглавява комисия за проверка на работата на ведомството. През март излиза с доклад за нарушения „от много сериозен характер“ и подава оставката си.
В края на 2013 издава книгата „Проектният бизнес и ограбването на науката – наръчник на управляващия мошеник“, в която описва събитията около фонд „Научни изследвания“.